# Trufla wydrążona
Trufla wydrążona (Tuber excavatum Vittad.) – gatunek grzybów należący do rodziny truflowatych (Tuberaceae).

## Systematyka
Pozycja w klasyfikacji według Index Fungorum: Tuber, Tuberaceae, Pezizales, Pezizomycetidae, Pezizomycetes, Pezizomycotina, Ascomycota, Fungi.
Takson ten został po raz pierwszy zdiagnozowany taksonomicznie przez Carlo Vittadiniego w "Monographia Tuberacearum" w 1831 r. Rodzaj Tuber zaklasyfikowano tam do sekcji Centrales rodziny Tubereae, należącej do podrzędu Angiogasrum w ówczesnej klasie Gasteromycetum. Gatunek Tuber excavatum został tam opisany m.in. jako "Subglobosum, laeve, papillosum, cavum, [...] Odor levis, sapor subnullus".

## Morfologia
Owocnik
Pokroju kulistawego, spłaszczony, średnicy ok. 2 cm i wysokości 0,8 cm, z wgłębieniem na środku. Okrywa owocnika u młodych owocników żółtobrązowa, po dojrzeniu oliwkowobrązowa, pokryta małymi brodawkami. Obłocznia początkowo biała, potem zółknąca, ostatecznie ciemnobrązowa, z kremowymi pasmami promieniście rozchodzącymi się od środkowego wgłębienia. Worki o wymiarach 92,5–125×65–80 μm, niemal kuliste, zawierające od 2 do 4 (czasami do 6) askospor każdy.
Zarodniki
Elipsoidalne (czasami szeroko), o wymiarach przeważnie 32,5–37,5×25–27,5 μm, z podwójną, usiatkowaną ścianą, początkowo żółtobrązowe, po dojrzeniu brązowe, nieregularnie pokryte kolcami o długości 3–7,5 μm i szerokości 1–1,5 μm.

## Występowanie
Występowanie trufli wydrążonej potwierdzono w: Austrii, Bułgarii, Czechach, Danii, Francji, Hiszpanii, Niemczech, Portugalii, Wielkiej Brytanii i Włoszech.

## Znaczenie
Grzyb mikoryzowy, rozwijający się w glebie i wytwarzający jadalne, bulwiaste, podziemne owocniki (askokarpy).